# 北投熱海溫泉大飯店
北投熱海溫泉大飯店（英語：Atami Hotel Taipei Onsen）位於台北市北投區，於2024年2月29日結束營業，進行危老都更改建。

## 大眾運輸

### 鐵路運輸
- 臺北捷運 淡水信義線（新北投支線）：新北投站